# Фелдкирхен (Горња Баварска)
Фелдкирхен (њем. Feldkirchen) општина је у њемачкој савезној држави Баварска. Једно је од 37 општинских средишта округа Штраубинг-Боген. Према процјени из 2010. у општини је живјело 1.927 становника. Посједује регионалну шифру (AGS) 9278121.

## Географски и демографски подаци
Фелдкирхен се налази у савезној држави Баварска у округу Штраубинг-Боген. Општина се налази на надморској висини од 348 метара. Површина општине износи 22,7 km². У самом мјесту је, према процјени из 2010. године, живјело 1.927 становника. Просјечна густина становништва износи 85 становника/km².